# マリツァの戦い (1371年)
マリツァの戦い（セルビア語: Маричка битка, бој код Черномена、ブルガリア語: Битката при Марица, битката при Черномен、トルコ語: Çirmen Muharebesi, İkinci Meriç Muharebesi）は、1371年9月26日にマリツァ川のチェルノメン村（現在のギリシャ共和国のオルメニオ）近辺に位置する地点で起きた、オスマン帝国とバルカン半島国家の連合軍の戦闘である。この戦闘は、1389年のコソボの戦いに先行するオスマン・セルビア戦争史の一場面として知られている。
バルカン側の連合軍はセルビア皇帝ステファン・ウロシュ5世、プリレプのデスポット（僭主）ヴカシン、セラエのデスポット・ウグリェシャで構成されており、彼らは1364年のマリツァの敗戦の雪辱を期していた。

## 戦闘の結果と影響
バルカン側は20,000人から70,000人に及ぶ兵士を動員した。オスマン皇帝ムラト1世がバルカン半島を離れてアナトリア半島に滞在している隙をついて、ウグリェシャはオスマン帝国の首都であるエディルネへの奇襲を試みた。一方オスマン軍の兵数は少なく、ギリシャの歴史学者ラオニコス・ハルココンディリスは800人と伝えている。しかし、オスマンの将軍ララ・シャヒーン・パシャは夜襲によってバルカン軍を壊滅させ、ヴカシンとウグリェシャを敗死させた。
戦後、マケドニアとギリシャの一部がオスマンの勢力下に入る。戦闘に先立ってソゾポルがオスマン軍に制圧されており、戦後ドラマ、カヴァラ、セラエがオスマンの占領下に入った。